# ジェイムス・フランク
ジェイムズ・フランク（James Franck, 1882年8月26日 - 1964年5月21日）は、ドイツのユダヤ系物理学者。ナチス政権に反対してアメリカに逃れた。グスタフ・ヘルツと行ったフランク＝ヘルツの実験などの業績を残した。また、原子爆弾の無警告での使用に反対したフランクレポートでも知られる。1925年、ヘルツとともにノーベル物理学賞を受賞。

## 経歴

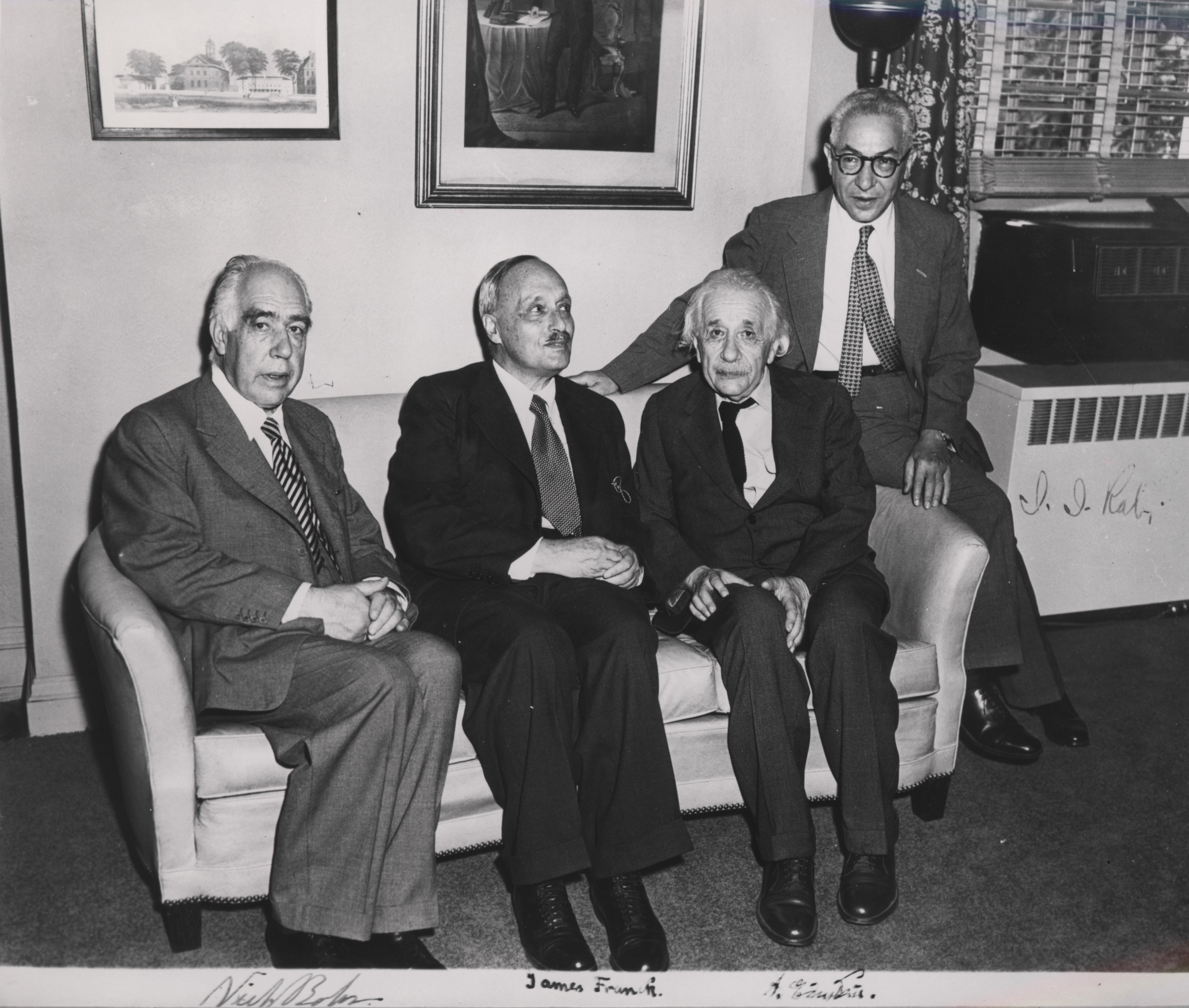
ボーア（左端）、アインシュタイン（右2人目）と（1954年）

ハンブルクでユダヤ系ドイツ人の銀行家の家に生まれた。ハイデルベルク大学で化学を、ベルリン大学で物理を学んだ。1912年から1914年にかけてグスタフ・ヘルツとともに「フランク＝ヘルツの実験」を行い、1925年、この研究がもとでヘルツとともにノーベル物理学賞を受賞した。1920年からゲッティンゲン大学の第2物理研究所の所長を務めた。
1926年、ファラデー協会の紀要に、のちのフランク＝コンドンの原理のもととなる論文を発表した。
1933年7月、政権を握ったナチス・ドイツによる決定によって大学の職を追われた。このときには大学の同僚33名がフランクの失職に抗議し、地方紙に新政権に協力しないという手紙を送付した。海外へとユダヤ系学者が脱出する中、当初フランクはそうした若い研究者の職を奪わないようドイツに残る道を模索したが、反ユダヤ政策の急速な広まりとともにほどなくドイツではそうした道が見出せないことが明らかとなり、1934年、ニールス・ボーアのいるコペンハーゲンを経由して、アメリカへと渡った。
アメリカでは、ボルチモアのジョンズ・ホプキンス大学を経てシカゴ大学の教授を務めた。第二次世界大戦中はシカゴ大学冶金研究所 (Metallurgical Laboratory) でマンハッタン計画に協力した。1945年6月11日にはユージン・ラビノウィッチ、レオ・シラードらとともに、終戦後の核兵器管理体制の確立と、そのための日本への投下に先立つ示威行動の実施を求めるフランクレポートを取りまとめ政府に提出した。
1942年、最初の妻が長い闘病の末に死去。1946年にゲッティンゲンでの同僚でデューク大学の物理学教授であったハータ・シュポナー (Hertha Sponer) と再婚した。2人の娘がおり、義理の息子はいずれも科学者であった。
1964年、ゲッティンゲンを訪れていた際に急死。墓所はハンブルク北部のオールスドルフ墓地にある。